# قائمة أفلام 2023
2023 في الفيلم عبارة عن نظرة عامة على الأحداث ، بما في ذلك احتفالات توزيع الجوائز والمهرجانات وقائمة من قوائم الأفلام الخاصة بكل بلد والتي تم إصدارها والوفيات البارزة.

## الأفلام الأكثر ربحًا
يشير إلى الأفلام التي يتم عرضها في دور العرض في الأسبوع الذي يبدأ. في 13 يونيو
| مرتبة | لقب                          | موزع                 | الإجمالي في جميع أنحاء العالم |
| ----- | ---------------------------- | -------------------- | ----------------------------- |
| 1     | ميغان                        | عالمي                | 93،976،510 دولار              |
| 2     | تشيبوراشكا                   | الشراكة المركزية     | 58 مليون دولار                |
| 3     | فاريسو                       | أفلام العملاق الأحمر | 15993100 دولار                |
| 4     | ثونيفو                       | أفلام العملاق الأحمر | 12302385 دولارًا               |
| 5     | طائرة                        | ليونزجيت             | 10000000 دولار                |
| 6     | والتير فيريا                 | صناع فيلم ميثري      | 9،288،300 دولار               |
| 7     | فيرا سمحا ريدي               | صناع فيلم ميثري      | 7307.616 دولار                |
| 8     | حفلة منزلية                  | وارنر بروس. الصور    | 4،415،000 دولار               |
| 9     | عملية Fortune: Rusede Guerre | الترفيه STX          | 3215127 دولارًا                |
| 10    | أب وجندي                     | غومنت                | 2،936،433 دولارًا              |

## الأحداث

### حفلات توزيع الجوائز المقررة
| تاريخ     | حدث                                              | مضيف                                                        | الموقع (المواقع)                                  | Ref.        |
| --------- | ------------------------------------------------ | ----------------------------------------------------------- | ------------------------------------------------- | ----------- |
| 8 يناير   | جوائز المجلس الوطني للمراجعة 2022                | المجلس الوطني للمراجعة                                      | مدينة نيويورك ، نيويورك ، الولايات المتحدة        | [ 3 ]       |
| 10 يناير  | جوائز جولدن جلوب الثمانين                        | رابطة الصحافة الأجنبية في هوليوود                           | بيفرلي هيلز ، كاليفورنيا ، الولايات المتحدة       | [ 4 ] [ 5 ] |
| 15 يناير  | جوائز اختيار النقاد الثامن والعشرين              | جمعية نقاد البث السينمائي                                   | لوس أنجلوس ، كاليفورنيا ، الولايات المتحدة        | [ 6 ]       |
| 22 يناير  | جوائز Gaudí الخامسة عشر                          | أكاديمية السينما الكاتالونية                                | برشلونة ، كاتالونيا ، إسبانيا                     | [ 7 ]       |
| 28 يناير  | جوائز فيروز العاشرة                              | Asociación de Informadores Cinematográficos de España       | سرقسطة ، أراغون ، إسبانيا                         | [ 8 ]       |
| 11 فبراير | جوائز جويا السابعة والثلاثون                     | أكاديمية الفنون والعلوم السينمائية الإسبانية                | إشبيلية ، الأندلس ، إسبانيا                       | [ 9 ]       |
| 18 فبراير | جوائز نقابة المديرين الأمريكية الخامسة والسبعين  | نقابة مديري أمريكا                                          | بيفرلي هيلز ، كاليفورنيا ، الولايات المتحدة       | [ 10 ]      |
| 19 فبراير | 76th جوائز الاكاديمية البريطانية السينمائية      | الأكاديمية البريطانية لفنون السينما والتلفزيون              | لندن ، إنجلترا ، المملكة المتحدة                  | [ 11 ]      |
| 25 فبراير | جوائز آني الخمسين                                | عاصفة هوليوود                                               | لوس أنجلوس ، كاليفورنيا ، الولايات المتحدة        | [ 12 ]      |
| 25 فبراير | جوائز نقابة المنتجين الرابعة والثلاثين في أمريكا | نقابة المنتجين الأمريكية                                    | بيفرلي هيلز ، كاليفورنيا ، الولايات المتحدة       | [ 13 ]      |
| 26 فبراير | جوائز نقابة ممثلي الشاشة التاسعة والعشرين        | SAG-AFTRA                                                   | لوس أنجلوس ، كاليفورنيا ، الولايات المتحدة        | [ 14 ]      |
| 4 مارس    | جوائز الروح المستقلة الثامنة والثلاثون           | جوائز الروح المستقلة                                        | سانتا مونيكا ، كاليفورنيا ، الولايات المتحدة      | [ 15 ]      |
| 5 مارس    | جوائز نقابة الكتاب الأمريكية الخامسة والسبعين    | نقابة الكتاب أمريكا الشرقية </br> نقابة كتاب أمريكا الغربية |                                                   | [ 16 ]      |
| 11 مارس   | جوائز التوت الذهبي الـ 43                        | مؤسسة جوائز التوت الذهبي                                    | لوس أنجلوس ، كاليفورنيا ، الولايات المتحدة        | [ 17 ]      |
| 12 مارس   | 95 حفل توزيع جوائز الأوسكار                      | أكاديمية فنون وعلوم الصور المتحركة                          | لوس أنجلوس ، كاليفورنيا ، الولايات المتحدة        | [ 18 ]      |
| 12 مارس   | جوائز الفيلم الآسيوي السادس عشر                  | أكاديمية جوائز السينما الآسيوية                             | قاعة هونغ كونغ جوكي كلوب ، غرب كولون ، هونغ كونغ. | [ 19 ]      |
| 22 أبريل  | جوائز بلاتينو العاشرة ‏                           | EGEDA، FIPCA                                                | مدريد اسبانيا                                     | [ 20 ]      |

### مهرجانات سينمائية
| تاريخ               | حدث                              | مضيف                            | الموقع (المواقع)                    | Ref.   |
| ------------------- | -------------------------------- | ------------------------------- | ----------------------------------- | ------ |
| 19 - 29 يناير       | 2023 مهرجان صندانس السينمائي     | مهرجان صندانس السينمائي         | بارك سيتي ، يوتا ، الولايات المتحدة | [ 21 ] |
| 25 يناير - 5 فبراير | مهرجان الفيلم الدولي 52 روتردام ‏ | مهرجان روتردام السينمائي الدولي | روتردام ، هولندا                    | [ 22 ] |
| من 16 إلى 26 فبراير | 73 مهرجان برلين السينمائي الدولي | مهرجان برلين السينمائي الدولي   | برلين ، ألمانيا                     | [ 23 ] |
| من 16 إلى 27 مايو   | 2023 مهرجان كان السينمائي        | مهرجان كان السينمائي            | كان ، فرنسا                         |        |

## 2023 فيلم

### حسب البلد / المنطقة
- قائمة الأفلام الأمريكية لعام 2023